# Coccidiphila nivea
Coccidiphila nivea ist ein Schmetterling (Nachtfalter) aus der Familie der Prachtfalter (Cosmopterigidae). Das lateinische Artepitheton nivea nimmt Bezug auf die weiße Färbung des Kopfes und des basalen Teils der Vorderflügel.

## Merkmale
Die Falter haben eine Flügelspannweite von 8,5 Millimeter. Stirn (Frons) und Scheitel (Vertex) sind glänzend weiß. Das Nackenbüschel glänzt ebenfalls weiß und ist manchmal in der Mitte grau getönt. Der Halskragen ist weiß und grau durchmischt.
Die Labialpalpen sind weiß. Das erste Segment ist sehr kurz und außen braun. Das zweite Segment ist anderthalb mal so lang wie das dritte, die basale Hälfte ist außen graubraun. Das dritte Segment ist außen im ersten Drittel graubraun.
Das Fühlerbasisglied ist weiß bis bräunlich grau und hat einen weißen apikalen Ring. Ventral ist es weiß. Die Fühler sind cremeweiß und manchmal undeutlich ockerfarben geringelt. Vor der Spitze befinden sich drei dunkelbraune Abschnitte aus vier Segmenten, die jeweils durch fünf cremeweiße Segmente getrennt sind. Die Fühlerspitze ist cremeweiß. Der Thorax glänzt weiß und ist im vorderen Drittel mit dunkel graubraunen Schuppen gesprenkelt. Die Tegulae glänzen weiß und sind vorn dunkel graubraun.
Die Vorderbeine sind dunkel bräunlich grau, die Innenseiten der Tibien und der ersten Tarsenglieder sind weiß. Die ersten beiden Tarsenglieder haben weiße Apikalringe, das fünfte Segment ist vollständig weiß. Das mittlere Beinpaar ist weiß. Auf den Tibien befindet sich in der Mitte ein sehr schräg verlaufender, dunkel graubrauner Strich. Das erste Tarsenglied hat dorsal in der Mitte einen großen dunkel graubraunen Fleck. Das zweite Segment ist in der apikalen Hälfte, die Segmente vier und fünf sind insgesamt dunkel graubraun. Die Hinterbeine sind ebenso gefärbt wie die mittleren Beine, die Sporne sind weiß.
Die Vorderflügel glänzen weiß und haben einen breiten dunkel graubraunen Costalstrich, der von der Basis bis 2/5 der Vorderflügellänge reicht. Anschließend verläuft er subdorsal weiter bis zu 2/3 der Vorderflügellänge. Ein schmaler, dunkel graubrauner subdorsaler Strich beginnt an der Flügelbasis und reicht bis über die Mitte hinaus. Er ist häufig unterbrochen. Ein schmaler, unregelmäßiger, dunkel graubrauner Strich befindet sich in der Mitte des letzten Drittels. Dieser reicht bis in die Fransenschuppen, innen ist er manchmal mit dem Costalstrich verbunden. Die Fransenschuppen glänzen weiß und haben dorsal am Apex einen kurzen dunkel graubraunen Strich. Die Hinterflügel glänzen grauweiß und haben weiß glänzende Fransenschuppen. Die Vorderflügelunterseiten sind bräunlich grau und an der Costalader dunkler. Auf den Fransenschuppen ist ein dunkler Strich deutlich sichtbar. Die Unterseiten der Hinterflügel glänzen grauweiß. Das Abdomen glänzt dorsal und ventral weiß. Das Afterbüschel glänzt ebenfalls weiß.
Bei den Männchen ist das rechte und linke Brachium zu einem breiten Uncus verschmolzen. Das rechte Brachium ist in Form einer hakenförmigen Spitze noch erkennbar, während das linke nur noch als sklerotisierte Leiste identifiziert werden kann. Das Tegumen ist schlank und ziemlich lang. Die Anellus-Lappen sind lang, schlank und in der Mitte gekrümmt. Die Valven weiten sich von der schmalsten Stelle in der Mitte allmählich zu einem distal rundlichen Cucullus. Der Aedeagus ist kurz und röhrenförmig. An der Basis ist er breiter und nach unten gekrümmt. Das Coecum hat zwei lippenförmige Vorstülpungen.

## Verbreitung
Coccidiphila nivea ist in den Vereinigten Arabischen Emiraten beheimatet.

## Biologie
Die Biologie der Art ist unbekannt.

## Belege
1. 1 2 3 4 5 6 7 8 9  J. C. Koster (2010): Order Lepidoptera, family Cosmopterigidae. In: A. van Harten (Hrsg.): Arthropod fauna of the United Arab Emirates. ISBN 9789948156161, Seite 538